# Parafia Ścięcia św. Jana Chrzciciela w Goduli
Parafia Ścięcia św. Jana Chrzciciela w Goduli – parafia rzymskokatolicka w Goduli, znajdująca się w dekanacie Ruda Śląska.

## Historia
Mieszkańcy Goduli – osiedla powstającego w połowie XIX wieku, podobnie jak ich sąsiedzi z Orzegowa, Huty Dobrej Nadziei, Chebzia i huty orzegowskiej Morgenroth uczęszczali na nabożeństwa do parafii mariackiej w Bytomiu. Na prośbę mieszkańców biskup wrocławski Heinrich Foerster zezwolił na odprawianie mszy św. w lokalu szkolnym w Orzegowie. Pierwsza msza św. odprawiona została  w Goduli 5 października 1859 roku.
W 1859 roku otrzymano pozwolenie na budowę szkoły i kaplicy w Goduli. Uroczyste poświęcenie budynku szkolnego i kaplicy odbyło się 20 listopada 1861 roku. Kaplicę poświęcono ku czci św. Józefa. Mieszkańcy Goduli mieli już prowizoryczną kaplicę, ale swoich zmarłych grzebali na cmentarzu na przedmieściu Bytomia, przy parafii św. Małgorzaty. 
Do chwili zamianowania kapłana, opiekę nad kaplicą powierzono nauczycielowi Karolowi Pawlikowi, który od roku 1882 był tam jednocześnie organistą. Urządzenie kaplicy w budynku szkolnym zaspokoiło potrzebę miejscowej ludności tylko na pewien czas. Zaczęto myśleć o budowie obszernego kościoła, a więc konsekwentnie także o utworzeniu nowej parafii. Pierwsze projekty oddzielenia Goduli od Bytomia powstały 1864 roku. Zwolennikiem odłączenia Goduli był proboszcz bytomski Józef Szafranek. Wikariusz generalny wyznaczył na przewodniczącego komisji badającej zasady podziału parafii bytomskiej dziekana Karla Pressfreunda z Biskupic. 28 lutego 1866 roku, za zgodą władz kościelnych, nastąpił podział parafii bytomskiej. 17 marca 1866 roku kuria biskupia we Wrocławiu mianowała ks. Friedricha Hofrichtera z Biskupic pierwszym duszpasterzem z tytułem kuratusa. 3 września 1866 roku poświęcono także miejsce na grzebanie zmarłych.
Pomimo istnienia od roku 1866 placówki duszpasterskiej (kuracji), parafia w Goduli została kanonicznie erygowana dopiero w roku 1925. Z tego powodu dwaj pierwsi duszpasterze (ks. Friedrich Hofrichter, ks. Edward Adamczyk) jedynie zwyczajowo określani są w piśmiennictwie tytułem proboszcza.

## Kościół
Fundatorami kościoła w Goduli są dziedzice Karola Goduli – Joanna i Hans Ulrich von Schaffgotsch. Budowa kościoła trwała do 1871 r. Poświęcenie kościoła nastąpiło 14 listopada 1871 roku, konsekracja 16 maja 1889 roku. Księgi metrykalne prowadzone są od 1866 roku.
Jako konstruktorów i architektów kościoła źródła archiwalne wymieniają Teodora Linke z Bytomia, Juliusza Raschdorffa i Karla Lüdecke, przy czym uważa się, że głównym autorem projektu był Karl Heidenreich. Kościół w Goduli jest budowlą orientowaną, założoną na planie krzyża łacińskiego, trzynawową, pseudohalową – nawy boczne są  niższe od nawy głównej, lecz wyraźnie wyodrębniają się z nawy głównej. Od zachodu, na osi budowli, do nawy głównej przylega wieża, w partii dolnej czworoboczna, na około 2/3 wysokości przechodząca w ośmiobok. Prace przy realizacji budowy kościoła rozpoczęto w maju 1868 roku, 29 czerwca zaś uroczyście położono kamień węgielny. W wieży w 1871 roku zawieszono trzy dzwony, które nazwano: Joanna, Jan i Fryderyk.
Wieża flankowana jest dwiema ośmiobocznymi wieżyczkami schodkowymi, które łączą się z wąskimi nawami bocznymi. Nawa główna, podobnie jak nawy boczne, jest trójprzęsłowa, przy czym ciągi naw bocznych znajdują przedłużenie w transepcie. Od wschodu do transeptu przylega prezbiterium, zamknięte wielobocznie. Cały kościół opięty jest na zewnątrz przyporami. Nawa podzielona jest przy pomocy kolumn, na które spływają wiązki żeber sklepiennych. Cały kościół, z wyjątkiem wież, sklepiony jest krzyżowo-żebrowe.
Tego rodzaju budowla stała się popularna w architekturze sakralnej XIX-wiecznych osiedli przemysłowych. Podkreśla się w opracowaniach, że w 1873 roku, a więc w dwa lata po poświęceniu kościoła, zwrócono się do administracji Schaffgotschów z prośbą o wypożyczenie planów kościoła, który miał posłużyć jako wzór dla kościoła w Żyrardowie pod Warszawą.

## Proboszczowie[3]
- ks. Friedrich Hofrichter 1866-1901 (kuratus)
- ks. Eduard Adamczyk 1901-1910 (kuratus)
- ks. Franciszek Strzyż 1910-1942 (1910-1925 jako kuratus)
- ks. Alfred Mikusz, administrator 1942-1947
- ks. dr Józef Szubert, administrator 1947-1955, proboszcz 1956-1973
- ks. Paweł Szolonek 1973-1981
- ks. Jan Małysek 1981-2004
- ks. Krzysztof Wrodarczyk 2004-2013
- ks. dr Jarosław Międzybrodzki od 2013